# Intensiv MC
Intensiv MC (IMC) (Født Malthe Nielsen 16. november 1992 i Aalborg) er en dansk rapper, musiker, og sangskriver. Han er del af musikkollektivet HvadEvigt som indbefatter Danni Toma, Lord Siva, Noodle & Bulut LOC. Intensiv er kendt for sit knivskarpe flow og brutale tekster og skabte sig via sine soloudgivelser et navn i den danske Hiphop-undergrund

## Karriere
Fra år 2012 til år 2014 var Intensiv medlem af Hiphop-gruppen ForsvundenSammenhæng som bestod af Intensiv MC, Lord Siva & Dj Eazy. Herefter gik Intensiv solo og debuterede i 2014 med EP'en "Et Længe Ventet Drama". EP'en blev omtalt for sin eastcoast-inspirerede lyd og for Intensiv MC's aggressive flow og rim. I 2014 var Intensiv med på Hukaos/Hvadevigt Minitour som optrådte i Århus og København . Samme år spillede HvadEvigt & Hukaos på Roskilde Festivals Street City skatescene. Intensiv spillede ligeledes til Distortion 2014 på "Streetz Made Us Scenen", hvor blandt andre L.O.C., Gilli, Amro & Pede B optrådte.
I 2015 udkom den opfølgende EP "Dramaet Fortsætter" som modtog gode anmeldelser. I 2016 var Intensiv med på New Era Tour sammen med Sleiman, DC & ArtigeArdit.
I 2017 udkom 3. EP "Dramaet Længe Leve".
I 2022 udkom Intensivs debutalbum "Fra Overdosis Til Overklassen". Albummet modtog 5 stjerner i Gaffa

## Diskografi

### Album
- 2022 - Fra Overdosis Til Overklassen

### EP'er
- 2014 - Et Længe Ventet Drama
- 2015 - Dramaet Fortsætter
- 2017 - Dramaet Længe Leve

### Singler
- 2019 - Rebets Greb (Produceret af Danni Toma).
- 2020 - Essensen (Produceret af Masta JLJ) - (Fra Overdosis Til Overklassen).
- 2020 - Gadebarns Roman (Produceret af Femmar).
- 2020 - Gadehjørnet (Produceret af Masta JLJ) - (Fra Overdosis Til Overklassen).

### Features og Gæsteoptrædener
- 2012 - Oxygen (Single) - ForsvundenSammenhæng -
- 2013 - Skudår ft. Danni Toma (Single) - ForsvundenSammenhæng
- 2013 - Verbalt Røveri ft. Bulut LOC (Single) - ForsvundenSammenhæng
- 2014 - Fremad - Ordet på Gaden - (Sang nr 14. "DJ Eazy feat. Intensiv MC & Bulut LOC - K.R.I.M.I.N.E.L").
- 2014 - Stærkt - Ordet på Gaden - (Sang nr 19. "Intensiv MC - Når Ens Verden Den Kollapser").
- 2014 - Genfødt - Ordet på Gaden - (Sang nr 18. "ForsvundenSammenhæng - En Ting Eller To").
- 2015 - Spytbakken 6 - Echo Out CPH - (Sang nr 9. "Intensiv MC - Ingen Glemmer").
- 2016 - Frosne Passager - Svend Spyt - (Gæstevers på sang nr 7 "Farezonen").
- 2018 - Dannebroen - Mund de Carlo (Gæstevers på "Stenbroen Remix").
- 2019 - NikMedNakkenMusik - Machacha - (Gæstevers på sang nr 10. "Mexico").
- 2019 - Primum Inceptum - Lasselyd ft. Intensiv MC (Sang nr 4. "Lykkepille").
- 2019 - Primum Inceptum - Lasselyd ft. Intensiv MC (Sang nr 5. "De 7 Dødssynder").